# Матвеев, Николай Васильевич (станочник)
Никола́й Васи́льевич Матве́ев (25 ноября 1946, Боевой, Горьковская область — 10 января 2016, Красноярск) — фрезеровщик, позднее бригадир Красноярского комбайнового завода, полный кавалер ордена Трудовой Славы.

## Биография
Родился 25 ноября 1946 года в посёлке Боевой Выксунского района Горьковской (ныне Нижегородской) области.
В 1968 году после службы в армии поступил работать фрезеровщиком на Красноярский комбайновый завод. Организовал комплексную бригаду второго механосборочного цеха, которую позднее возглавил.
Окончил с отличием машиностроительный техникум (вечерний, без отрыва от основной работы).
В 60 лет вышел на пенсию.

## Награды
За добросовестный труд, досрочное выполнение пятилетних планов, внедрение трудовых методов труда удостоен звания полного кавалера ордена Трудовой Славы. Указ о присуждении третьего ордена подписан в 1991 году президентом СССР.

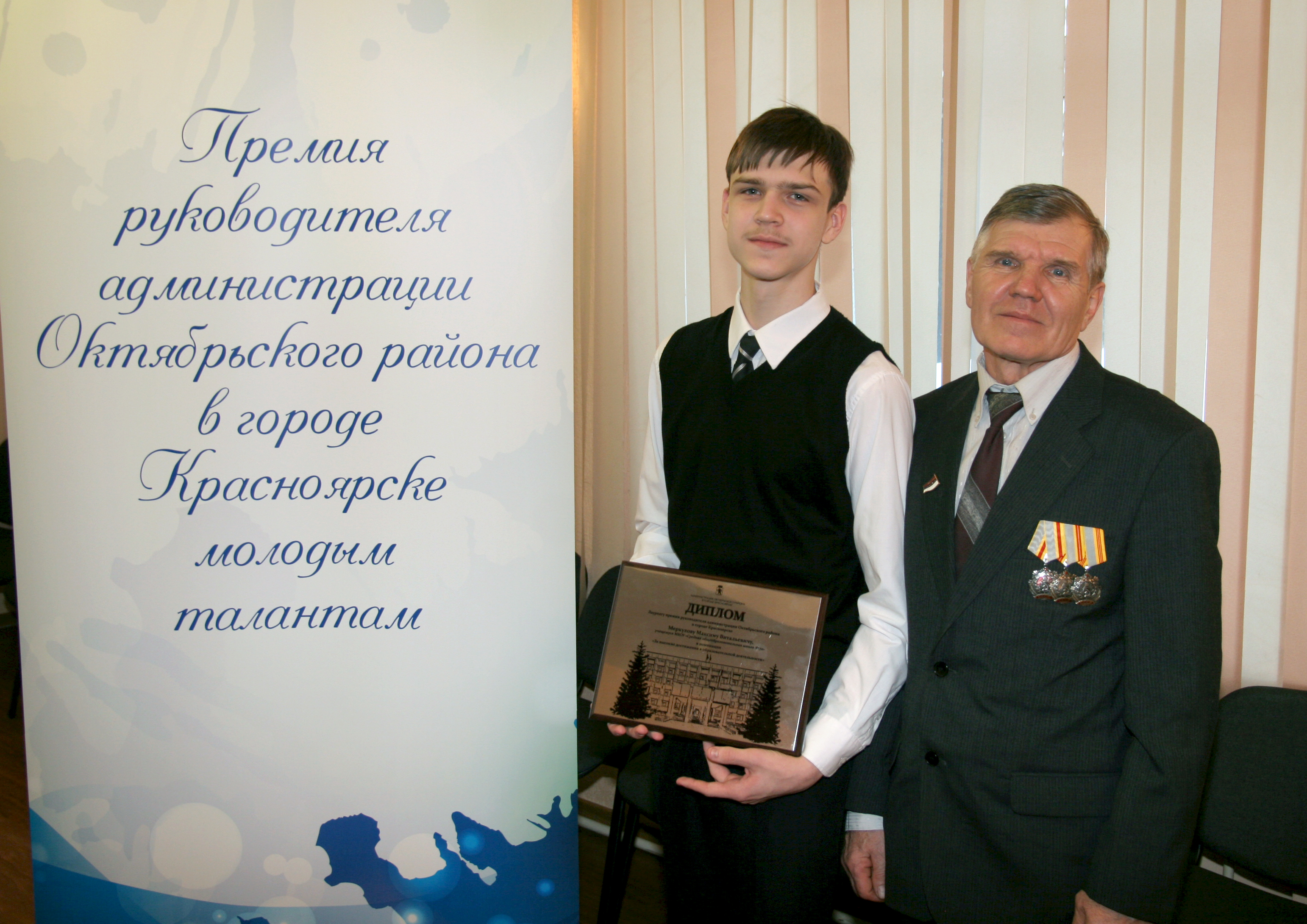
Матвеев Николай Васильевич с внуком Меркуловым Максимом

Даты указов:
1. 28.03.1978 Орден № 256749
2. 10.06.1986 Орден № 54141
3. 01.10.1991 Орден № 937

## Семья
Жена: Матвеева Вера Александровна.
Дочери: Надежда и Елена.
Внуки и внучка: Максим, Андрей, Лев и Наталья.

## Память
Имя Матвеева Николая Васильевича увековечено на стене Мемориального комплекса Героям Красноярского края, объединившем все имена сибиряков-Героев Советского Союза, Героев Социалистического Труда, Героев России, орденоносцев Трудовой и Боевой Славы.
Представлена Биография Николая Васильевича Матвеева в книге «Страницы трудовой доблести. Герои Социалистического труда и полные кавалеры ордена Трудовой Славы Красноярска».